# Holger Damgaard
Holger Damgaard (24. juli 1870 i Ribe – 15. januar 1945 i Rungsted) var en dansk pressefotograf.
Holger Damgaard var Danmarks første pressefotograf.  Han blev i 1908 ansat af dagbladet Politiken, og han var tilknyttet avisen til 1940. Billedet som blev bragt i Politiken 7. december 1908, forestillende en gruppe forventningsfulde børn foran en legetøjsforretning, bliver af Politiken betegnet som Danmarks første pressefoto, men det første egentlige pressefotografi og den første egentlige fotoreportage blev bragt i Vendsyssel Tidende hhv. 1889 og 1890.
Politikens arkiv indeholder lidt over 30.000 fotografier som alle er taget af Damgaard.
I 1913 blev Damgaard desuden den første danske luftfotograf der optog fotografier siddende i et fly. Han tog billeder af København mens han befandt sig i en Aeroplan-flyvemaskine.
Holger Damgaard var medstifter af verdens ældste pressefotografforbund, "Journalistfotografforbundet" (nuværende Pressefotografforbundet), der blev oprettet 17. februar 1912. Han var formand for forbundet i 1930-1938 og 1939-1941.